# HD 221661
HD 221661，又名BD+44 4441，SAO 53147、HR 8941，是一颗位於仙女座的恒星，视星等为6.24，位于銀經108.81，銀緯-15.67，其B1900.0坐标为赤經23h 28m 52.2s，赤緯+44° -15.67′ 19″。